# Línia evolutiva d'Onix
|  | Per a altres significats, vegeu «Ònix». |

Aquesta línia evolutiva de Pokémon inclou Onix i Steelix.

## Onix
Onix és una de les espècies que apareixen a la franquícia Pokémon, una sèrie de videojocs, anime, mangues, llibres, cartes col·leccionables i altres mitjans que va ser inventada per Satoshi Tajiri i ha generat milers de milions de dòlars en beneficis per a Nintendo i Game Freak. És de tipus roca i terra i evoluciona a Steelix.

## Steelix
Steelix és una de les espècies que apareixen a la franquícia Pokémon, una sèrie de videojocs, anime, mangues, llibres, cartes col·leccionables i altres mitjans que va ser inventada per Satoshi Tajiri i ha generat milers de milions de dòlars en beneficis per a Nintendo i Game Freak. És de tipus acer i terra. Evoluciona d'Onix.